# Elşan Abdullayev
Elşan Abdullayev (Sumqayıt, 5 febbraio 1994) è un calciatore azero, centrocampista del Bakı Sporting.

## Caratteristiche tecniche
È un trequartista.

## Carriera

### Club
Cresciuto nelle giovanili del Neftçi Baku, ha esordito il 7 marzo 2012 in un match vinto 3-1 contro l'İnter Baku.

## Statistiche

### Presenze e reti nei club
Statistiche aggiornate all'8 novembre 2017.
| Stagione           | Squadra            | Campionato         | Campionato | Campionato | Coppe nazionali | Coppe nazionali | Coppe nazionali | Coppe continentali | Coppe continentali | Coppe continentali | Altre coppe | Altre coppe | Altre coppe | Totale | Totale | Totale |
| Stagione           | Squadra            | Comp               | Pres       | Reti       | Comp            | Pres            | Reti            | Comp               | Pres               | Reti               | Comp        | Pres        | Reti        | Pres   | Reti   |        |
| ------------------ | ------------------ | ------------------ | ---------- | ---------- | --------------- | --------------- | --------------- | ------------------ | ------------------ | ------------------ | ----------- | ----------- | ----------- | ------ | ------ | ------ |
| 2011-2012          | Neftçi Baku        | PL                 | 4          | 0          | AK              | 3               | 1               |                    | -                  | -                  |             | -           | -           | 1      | 0      |        |
| 2012-2013          | Neftçi Baku        | PL                 | 3          | 0          | AK              | 1               | 1               | UCL+UEL            | 0                  | 0                  |             | -           | -           | 0      | 0      |        |
| 2013-gen. 2014     | Sumqayıt           | PL                 | 17         | 1          | AK              | 1               | 0               | UCL                | 0                  | 0                  |             | -           | -           | 0      | 0      |        |
| gen.-giu. 2014     | Neftçi Baku        | PL                 | 7          | 0          | AK              | 2               | 0               |                    | -                  | -                  |             | -           | -           | 22     | 1      |        |
| 2014-2015          | Neftçi Baku        | PL                 | 11         | 1          | AK              | 1               | 0               | UEL                | 0                  | 0                  |             | -           | -           | 0      | 0      |        |
| 2015-2016          | Neftçi Baku        | PL                 | 32         | 4          | AK              | 6               | 2               | UEL                | 2                  | 0                  |             | -           | -           | 0      | 0      |        |
| 2016-gen. 2017     | Neftçi Baku        | PL                 | 0          | 0          | AK              | 0               | 0               | UEL                | 3                  | 0                  |             | -           | -           | 0      | 0      |        |
| Totale Neftçi Baku | Totale Neftçi Baku | Totale Neftçi Baku | 57         | 5          |                 | 14              | 4               |                    | 5                  | 0                  |             | -           | -           | 76     | 9      |        |
| gen.-giu. 2017     | Qarabağ            | PL                 | 2          | 1          | AK              | 1               | 0               |                    | -                  | -                  |             | -           | -           | 15     | 0      |        |
| 2017-2018          | Qarabağ            | PL                 | 5          | 0          | AK              | 0               | 0               | UCL                | 0                  | 0                  |             | -           | -           | 0      | 0      |        |
| Totale carriera    | Totale carriera    | Totale carriera    | 81         | 7          |                 | 15              | 4               |                    | 5                  | 0                  |             | -           | -           | 101    | 11     |        |

## Palmarès

### Club
- Campionato azero: 3

Neftçi Baku: 2011-2012, 2012-2013
Qarabağ: 2016-2017
- Coppa d'Azerbaigian: 3

Neftçi Baku: 2012-2013, 2013-2014
Qarabağ: 2016-2017